# 小行星8524
小行星8524（英語：8524 Paoloruffini）是一颗围绕太阳公转的小行星。1992年9月2日，艾瑞克·怀特·埃尔斯特在拉西拉天文台发现了此天体。
这颗小行星的绝对星等为272.3192396967168等。